# Avern
Avern är en sjö som ligger på gränsen mellan Finspångs kommun i Östergötland och Hallsbergs kommun i Närke, cirka 4 kilometer öster om Hjortkvarn och ingår i Motala ströms huvudavrinningsområde. Sjön har en area på 6,91 kvadratkilometer och ligger 66 meter över havet. Averns största kända djup är 11 meter; sjöns medeldjup är okänt. Avern är belägen 65,9 meter över havet och avrinner via Bottenån till sjön Viflotten. Därifrån via Igelforsån till Glan.

## Delavrinningsområde
Avern ingår i delavrinningsområde (653125-148494) som SMHI kallar för Utloppet av Avern. Medelhöjden är 77 meter över havet och ytan är 34,25 kvadratkilometer. Räknas de 10 avrinningsområdena uppströms in blir den ackumulerade arean 222,4 kvadratkilometer. Lotorpsån (Haddeboån) som avvattnar avrinningsområdet har biflödesordning 2, vilket innebär att vattnet flödar genom totalt 2 vattendrag innan det når havet efter 63 kilometer. Avrinningsområdet består mestadels av skog (60 procent). Avrinningsområdet har 6,91 kvadratkilometer vattenytor vilket ger det en sjöprocent på 20,2 procent.